# Austronanus glacialis
Austronanus glacialis är en kräftdjursart som beskrevs av Hodgson 1910. Austronanus glacialis ingår i släktet Austronanus och familjen Paramunnidae. Inga underarter finns listade i Catalogue of Life.